# Violencia sexual en la España franquista y de la transición
La violencia de género y las violaciones en la España franquista fueron comunes por parte de las fuerzas nacionalistas y sus aliados durante la guerra civil española. Las tropas de la retaguardia falangista violaron y asesinaron a mujeres en cementerios, hospitales, granjas y prisiones. Violaron, torturaron y asesinaron a socialistas, jóvenes, enfermeras y milicianas. Los soldados nacionalistas regulares repitieron patrones similares de violaciones, torturas y asesinatos en lugares como Mayals, Callús y Cantalpino. Los legionarios extranjeros marroquíes fueron utilizados para cometer violaciones contra mujeres para infundir terror entre las poblaciones locales, utilizando la violación como arma de guerra. Las mujeres en prisión también fueron violadas y a menudo se enfrentaban a la muerte si se negaban a tener relaciones sexuales con sus captores. Probablemente nunca se sabrá el alcance exacto de estas prácticas, ya que se llevaban menos registros sobre las mujeres y los intentos de cuantificación han resultado en gran medida en el borrado de la historia de las mujeres.
Tras la guerra civil española, los hombres españoles regresaron a una cultura que insistía en que las mujeres estaban completamente subordinadas a los hombres, y donde a los hombres se les permitía tener relaciones sexuales con prostitutas y ser promiscuos. A las mujeres se les enseñó a ser serviles y a que pensaran que su felicidad no era importante. Esta cultura fomentaba la violencia doméstica por parte de los maridos hacia sus esposas e incluía la violación. Las leyes declararon ilegal el sexo no consensuado en algunos casos, pero existía una tremenda presión social para no denunciar este comportamiento. Las mujeres con vínculos republicanos fueron violadas a menudo hasta al menos la década de 1960, con aceptación social de la práctica. Estas mujeres solían intentar mudarse a las ciudades para volverse más anónimas. Algunas, como Lidia Falcón, fueron violadas y acosadas sexualmente en prisión.
Tras la muerte de Franco en 1975 y del inicio de la transición española, se celebró en 1976 en Barcelona la primera manifestación de condena a la violencia contra las mujeres. Las leyes sobre la edad de consentimiento cambiaron dos años después, junto con las leyes sobre honestidad. Los hombres también podían ser considerados legalmente víctimas de violación. En 1981 se legalizó el divorcio. Otras reformas legales tuvieron lugar en 1983. Aun así, la violación no fue tratada como un problema institucional grave dentro de España y las víctimas tenían pocos recursos. En 1987, el Tribunal Supremo de España dictaminó que las víctimas de violación no necesitaban demostrar que lucharon activamente contra su violador para presentar una denuncia.
Las leyes de memoria histórica de España dieron como resultado una mayor atención a la violencia que enfrentaron las mujeres durante la guerra civil española y el período franquista. La Junta de Andalucía comenzó a ofrecer compensaciones a las mujeres por la violencia ejercida contra ellas en 2010. También comenzaron a explorarse casos judiciales contra los autores de estos crímenes; algunas acciones tuvieron lugar en España, pero la mayoría de los intentos de procesarlos tuvieron lugar en Argentina.

## Historia

### Las fuerzas franquistas en el periodo de la guerra civil española (1936 - 1939)
La represión contra las mujeres por parte de las fuerzas nacionalistas ha sido difícil de comprender, ya que los historiadores tradicionalmente han estado más centrados en cuantificar el número de muertos, encarcelados y heridos. Como se mantuvieron registros mucho más detallados sobre los hombres que sobre las mujeres, la historia de la represión franquista dirigida específicamente a las mujeres ha subestimado a las mujeres o ha devaluado la represión específica que enfrentaron en este período. Gran parte de la violencia en este período fue de género y hubo esfuerzos para descartar, ocultar o restar importancia a la violencia contra las mujeres como parte de mayores esfuerzos para reprimirlas. La cuantificación ha resultado en gran medida en el borrado de la historia de las mujeres.
La violencia sexual fue una táctica comúnmente utilizada por las fuerzas nacionalistas durante la guerra civil española, dirigida exclusivamente a las mujeres. Se sumó a otros actos de violencia dirigidos a las mujeres, como obligarlas a beber aceite de ricino para que se hicieran sus necesidades encima sin control, quitarles los niños en prisión o antes de que fueran ejecutadas y colocarlos en hogares nacionalistas. Las mujeres eran consideradas presas de guerra y sus cuerpos parte de un campo de batalla que las fuerzas nacionalistas debían derrotar. El propósito era obligar a las mujeres a la subordinación o utilizar su trauma para controlar a los miembros masculinos de la familia. En las cárceles nacionalistas fueron violadas. Como forma de castigo, a veces se les hacía desfilar por las calles vestidas con muy poca ropa, o se les obligaba a cantar el Cara al sol. A menudo les afeitaban la cabeza en un intento de humillarlas despojándolas de uno de sus signos externos de feminidad. Muchas de estas prácticas fueron tomadas de los fascistas italianos. Para aumentar la humillación de estas mujeres, muchas de ellas sufrieron saqueos en sus hogares y todos sus objetos de valor fueron robados por partidarios nacionalistas que luego vendieron todas sus propiedades en el mercado negro. Las acciones del régimen de Franco contra las mujeres durante la guerra civil fueron violaciones flagrantes y no procesadas de la Convención de La Haya de 1898 y de la Convención de Ginebra de 1929. Nunca se sabrá el número total de mujeres que fueron víctimas de violencia y abuso sexual durante la guerra civil española.
Las tropas falangistas actuaron como tropas de retaguardia, sirviendo en lugares capturados por las tropas o donde nunca había habido realmente oposición nacionalista. En 1936, Daria y Mercedes Buxadé, dos hermanas de Barcelona, participaron en la acción republicana contra las fuerzas nacionalistas de Franco en Mallorca. Tras ser capturadas, las tropas falangistas les hicieron una prueba de virginidad y luego las violaron brutal y repetidamente. Margalida Jaume también estuvo en Mallorca en ese momento, siendo también violada por los falangistas. Pilar Sánchez, esposa de un miembro del Partido Socialista, también se escondía de los falangistas. Fue descubierta por un grupo de cuatro falangistas que la golpearon y violaron, antes de llevarla al cementerio donde la violaron nuevamente y luego la ejecutaron. Todas ellas fueron arrojadas a fosas comunes.
Durante la guerra civil, los falangistas violaron a mujeres en el patio del hospital de Oviedo, y en la cárcel de Melilla. El cabo de la Guardia Civil Juan Vadillo y el falangista Fernando Zamacola fueron condecorados por las fuerzas nacionalistas después de violar a mujeres en Benamahoma. En la localidad de Brenes, una mujer fue llevada a una masía y luego obligada a tumbarse en el suelo y enrollarse el vestido para dejar al descubierto sus genitales. Después, le entregaron unas tijeras al falangista Joaquín Barragán Díaz para que cortara todo el vello genital de la mujer, pero se negó. Sin embargo, comenzó a hacerlo un Guardia Civil, y el jefe de Falange de Brenes completó el trabajo. La esposa de un concejal socialista de un pueblo andaluz de El Gastor, María Torreño fue golpeada tan brutalmente que abortó. Luego fue abandonada por sus torturadores falangistas, y murió poco tiempo después a consecuencia de las torturas a las que había sido sometida. Después de que Frasquita Avilés rechazara a un falangista que se enamoró de ella, este la mató y luego la violó en un cementerio.
En agosto de 1936, en Larraga, un municipio navarro, un grupo de falangistas detuvieron a Vicente Lamberto y se llevaron a su hija Maravillas Lamberto, de 14 años, con ellos. Fue violada en la secretaría de la comisaría. Al día siguiente, unos campesinos encontraron a Maravillas desnuda asesinada en un descampado, mordida por los perros. Echaron gasolina sobre su cadáver, lo que la antropóloga e historiadora Lourdes Herrasti Erlogorri denomina un fuego purificador. A Maravillas se la considera un símbolo de la represión franquista, "la rosa de Larraga". Tres de los verdugos de Maravillas Lamberto, habían violado antes a la maestra de Castiliscar Cándida Bueno Iso. Otra maestra de 26 años, Camino Oscoz, fue violada reiteradamente antes de ser fusilada y de que su cuerpo fuera tirado por un barranco en Urbasa para hacerlo desaparecer.
Galicia fue de los primeros territorios en caer en manos de los golpistas, sucediéndose durante las primeras semanas centenares de asesinatos, secuestros, violaciones, detenciones ilegales y juicios sumarísimos. En Pozo da Revolta, Mogor, un grupo de falangistas vejaron, torturaron, mutilaron, apalearon y asesinaron a Carmen Pesqueira Domínguez, conocida como A Capirota, cuyo cadáver pasearon por Bueu mostrando sus senos mutilados antes de abandonarlo en la calle.
En Fuentes de Andalucía, María León Becerril, María Jesús Caro González, Joaquina Lora Muñoz, Coral García Lora y Josefa García Lora, cinco jóvenes de entre 16 y 22 años, fueron violadas, asesinadas y luego arrojadas a un pozo por falangistas el 27 de agosto de 1936. Previamente, fueron obligadas a beber alcohol y practicar sexo oral a varones falangistas, además de hacerlas desfilar por las calles en ropa interior. Tras ser arrojadas al pozo, los falangistas desfilaron por el pueblo con la ropa interior de las mujeres colgada de sus fusiles y escopetas. Cinco enfermeras barcelonesas fueron capturadas en Mallorca tras la retirada republicana, realizándoles pruebas de virginidad y siendo violadas en grupo en Manacor. Al día siguiente, las cinco mujeres fueron asesinadas en el cementerio de Son Coletes. Tras sus muertes, los falangistas intentaron presentar a estas enfermeras republicanas como prostitutas para justificar sus acciones. Hasta 2005, la reputación de estas enfermeras republicanas no se rehabilitó.
Mujeres, algunas embarazadas, fueron violadas y luego ejecutadas en ciudades como Peguerinos, Fuente de Cantos, Zafra, Almendralejo, Aguacho, Fuente del Maestre, Boecillo, Valdedios, Pallars Sobirá o Zufre. En ocasiones, marcaban los pechos de sus víctimas con el yugo y las flechas de la falange. En noviembre de 1937, después de la caída de Asturias durante la guerra civil, Rosario Montes, embarazada de 8 meses, fue violada y brutalmente torturada, siendo finalmente fusilada en la Cuesta Vindoria. A finales de 1938, una joven de 17 años de Unarre fue obligada a presenciar la ejecución de su madre y luego fue brutalmente violada en grupo y ejecutada. Cuando las tropas nacionalistas ocuparon Vizcaya en el verano de 1937, sus partidarios se involucraron en acoso sexual a gran escala. A las mujeres se les afeitó la cabeza y algunas fueron golpeadas en público mientras estaban medio desnudas. Esto causó daños psicológicos no sólo a las víctimas, sino también a sus familiares que tuvieron que ser testigos del abuso. Las tropas nacionalistas católicas también participaron en actos de violencia sexual contra mujeres republicanas. Liderados por el general Mola, un grupo de habituales en Valdediós violaron a catorce enfermeras y a una chica de 15 años. Luego los asesinaron.
Soldados nacionalistas regulares violaron al menos a cuatro mujeres en Mayals. Otro grupo de habituales nacionalistas violó a una mujer, a su hija y a su prima en Callús. Cuando terminaron, golpearon a las mujeres con bayoneta. Otros habituales de Marganell violaron a dos mujeres y luego las ejecutaron colocándoles granadas entre las piernas. Los habituales también violaron a varias mujeres jóvenes en Cantalpino. Las milicianas también eran violadas y les afeitaban la cabeza cuando eran capturadas en el campo de batalla.
Las mujeres en las cárceles nacionalistas eran violadas con frecuencia. En Can Sales las mujeres eran trasladadas por los falangistas a sus cuarteles para ser violadas. Treinta mujeres fueron violadas en el transcurso de tres meses por dos funcionarios de la prisión de Albacete. Se podían escuchar las voces de las víctimas gritando por toda la prisión. Las mujeres en prisión se enfrentaban constantemente a guardias que les pedían favores sexuales a cambio de mejorar su situación en prisión o la de otros familiares encarcelados. A finales de 1937, varias prisioneras políticas en Vizcaya se negaron a tener relaciones sexuales con sus captores militares nacionalistas, incluso bajo la amenaza de ser ejecutadas. La noche después de negarse, muchas de ellas fueron fusiladas. Las historias de la resistencia de estas mujeres se difundieron de boca en boca y se convirtieron en símbolos de resistencia para otras mujeres que enfrentaban la represión.
Como forma de crear una humillación adicional para las mujeres y sus familias, las tropas nacionalistas a veces dirigían a grupos de soldados marroquíes bajo su mando para violar a víctimas concretas así como a grupos de mujeres en las aldeas. Estas agresiones sexuales eran a menudo tan brutales que las mujeres morían en cuestión de horas. Uno de esos casos ocurrió en Navalcarnero. También ocurrieron otros incidentes en Sevilla, de los que Gonzalo Queipo de Llano habló en su programa de radio. Esta práctica de utilizar a miembros de la Legión Extranjera marroquí para violar a mujeres locales fue un remanente de las acciones militares españolas en sus posesiones coloniales. Los soldados alemanes que ofrecían apoyo a los nacionalistas durante la guerra civil a veces tomaban fotografías de la violencia cometida por los legionarios marroquíes españoles contra las mujeres, como la extirpación de los senos. A pesar de los intentos de Franco de intervenir para detener este comportamiento, este continuó.
La revista Foreign Affairs de octubre de 1942 dijo de los comandantes franquistas: «Nunca negaron que habían prometido mujeres blancas a los moros cuando entraron en Madrid. Sentado con los oficiales en un campamento, los oí discutir la connivencia de esa promesa; sólo algunos argumentaba que una mujer seguía siendo española a pesar de sus ideas "rojas". Esta práctica tampoco fue negada por el único oficial marroquí del ejército español, El Mizzian. Yo estaba con este soldado en el cruce de carreteras de Navalcarnero cuando dos chicas españolas, que parecían no haber cumplido aún los veinte años, fueron llevadas ante él. Una de ellas había trabajado en una fábrica textil de Barcelona y en su chaqueta se encontró un carné sindical; la otra, de Valencia, afirmó no tener convicciones políticas. Para obtener alguna información de índole militar, El Mizzian las llevó a un pequeño edificio que había sido la escuela del pueblo, donde descansaban unos cuarenta moros. Cuando llegaron a la puerta, se escuchó un aullido de las gargantas de los soldados. Asistí al lugar horrorizado e inútilmente indignado. El Mizzian sonrió afectuosamente cuando protesté por lo sucedido diciendo: "Oh, no vivirán más de cuatro horas"».
En ocasiones extremas, los hombres fueron procesados en tribunales militares por la violencia que cometieron contra las mujeres, aunque incluso entonces la mayoría de los perpetradores masculinos fueron absueltos. El falangista homosexual sevillano Andrés Díaz asesinó a su exmujer embarazada, Ana Lineros, mientras esta daba a luz, habiéndola sacado de la cárcel y afeitándola primero. Luego intentó ocultar su cuerpo. Díaz fue absuelto de asesinato porque el tribunal dictaminó que Lineros era una roja peligrosa, a pesar de muchos testimonios de otras mujeres que afirmaban que eso no era cierto. En un caso de Torre Alháquime, un jefe entrante de la Falange redactó un informe interno que acusaba al líder saliente de borracho, violador y extorsionador. En su mayor parte, estos testimonios escritos no existen, fueron destruidos o han desaparecido.
Las mujeres extremeñas que trabajaban en casas de ricos como costureras intentaron formar un sindicato en la primavera de 1936. Tras el inicio de la guerra civil, estas mujeres fueron juzgadas por su intento de sindicalizarse. Su castigo fue el abuso sexual.

#### Gonzalo Queipo del Llano

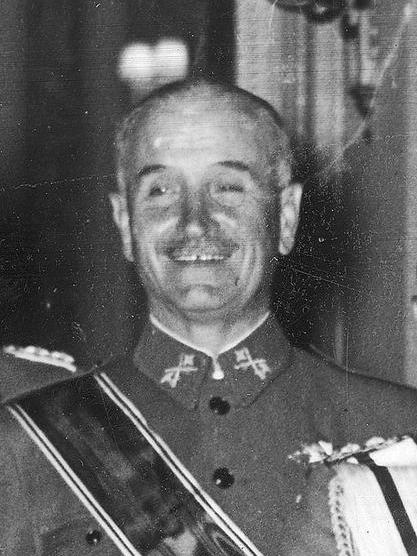
Gonzalo Queipo de Llano en Berlín en 1939.

Queipo del Llano tenía un programa de radio, donde habló de la violación masiva ocurrida en Sevilla. Su programa de radio fue tan explícito en su violencia que a veces fue censurado por las propias fuerzas franquistas.
Los partidarios nacionalistas definían a las mujeres como buenas madres, católicas y abnegadas, o como mujeres inmorales que provocaban a los hombres con su forma de vestir, mostrando los brazos desnudos y usando ropa ajustada para resaltar su forma. Para figuras como Gonzalo Queipo de Llano, valía la pena degenerar aún más a estas mujeres mediante la violación.

### Periodo franquista (1939 - 1975)
Cuando los hombres regresaban a casa después del frente de la guerra civil, la cultura dictaba que tenían cierta libertad sexual que a las mujeres se les negaba. Esto incluía la posibilidad de salir de noche, tener relaciones sexuales con prostitutas y ser promiscuos de otras formas. Al mismo tiempo, el retorno del catolicismo tradicional exigió que la mujer regresara a roles tradicionales como esposa y madre.
En el período franquista se enseñaba a las mujeres que su propósito era someterse a sus maridos, y esto incluía áreas del sexo a las que debían acceder humildemente. La violencia doméstica, cometida por los hombres hacia sus cónyuges, era un problema en la España franquista. Este tipo de violencia contra las mujeres era perfectamente legal y las mujeres no tenían ningún recurso para afrontarla, ya que se las consideraba propiedad legal de sus maridos. Para muchas mujeres casadas en las décadas de 1940, 1950 y 1960, el abuso sexual era la norma en el matrimonio.
El Código Penal de 1848 estableció la definición de delitos sexuales en España. No sería modificada sustancialmente hasta 1996, y fue la principal ley relacionada con este tipo de delitos en el periodo franquista. El Título X contaba con un apartado denominado “Delitos contra la honestidad”. Esta sección trata una serie de delitos que incluyen el adulterio, la violación y corrupción de menores y el secuestro. La violación se trataba específicamente en el artículo 363. Implicaba el uso de la fuerza o la intimidación dirigida a la víctima o la privación "de la razón o el sentido" por parte de la víctima o que la víctima tuviera menos de 12 años para que se considerara una violación. Las condenas por violación conllevaban penas de 12 a 20 años. Maestros, sacerdotes y figuras de autoridad podrían ser encarcelados por tener conocimiento carnal de personas bajo su cuidado entre 12 y 23 años, con pena menor de prisión de 4 a 6 años. Si el cargo fuera sólo de abuso deshonesto, entonces la pena de prisión podría oscilar entre 7 meses y 6 años. Los hombres a menudo podían evitar la pena de prisión casándose con sus víctimas.
Una ley promulgada por Franco en diciembre de 1941 decía que las ejecuciones de las mujeres embarazadas condenadas a muerte se suspenderían hasta que dieran a luz. En ese momento, el bebé sería entregado al padre si éste estuviera vivo y en España. De lo contrario, a muchas de estas mujeres les quitaron a sus recién nacidos, les cambiaron el apellido de sus bebés y luego fueron entregados a familias nacionalistas leales. Esta ley ayudó a formalizar el proceso de los bebés robados, proceso que no terminaría hasta mediada la transición democrática. Las estimaciones sitúan el número de bebés robados en unos 30.960 niños y niñas.
La Ley del 6 de noviembre de 1942 modificó el código penal en materia de violación y de adulterio. Las mujeres de entre 16 y 23 años que hubieran sido engañadas para tener relaciones sexuales podían presentar una denuncia contra un hombre, lo que podría suponerle una pena de prisión de hasta seis meses. Si una mujer honesta fue engañada para tener sexo carnal con un hombre y además hubo abuso, entonces podría recibir una condena de 12 a 16 años de prisión. Los empleadores que abusaran de mujeres honestas en su empleo para que tuvieran relaciones sexuales con ellas también podrían ser encarcelados, aunque esta sentencia podría conmutarse si se casaban con ella. También se incrementaron las sanciones económicas por violaciones.
El Código Penal de 1944 decía que la violación era un delito punible cuando una niña tenía entre 12 y 23 años si era virgen, y entre 17 y 23 años si no era virgen. El Código Penal de 1944 también disponía que, en casi todos los casos, sólo las mujeres casadas y los hombres con quienes mantuvieran aventuras podían ser culpables de adulterio; los hombres casados sólo eran culpables si traían a sus amantes a vivir en el hogar conyugal. La Ley de Responsabilidades Políticas de 1945 castigaba a cualquiera que mostrara alguna afinidad activa o pasiva hacia la Segunda República o hacia los "rojos". En la Región Noroeste de Murcia, sólo el 2,49% de las detenciones en virtud de la Ley de Responsabilidades Políticas involucraron a mujeres. Las mujeres culpables de este delito no siempre fueron acusadas de esta manera.
A las mujeres encarceladas durante el período franquista se les seguía afeitando la cabeza como forma de negar su feminidad. Las mujeres en la España franquista fueron a veces sometidas a abortos forzados. El régimen afirmó que si una mujer tenía un orgasmo era un insulto para su marido. Lidia Falcón O'Neill, detenida siete veces, sufrió tales abusos en la cárcel de Yeserías de Madrid y en la prisión de Trinidad de Barcelona entre 1960 y 1974 que quedó con daños permanentes.
Los niños y niñas que vivían en internados estatales o en orfanatos gestionados por la Iglesia católica eran a menudo objeto de violencia, degradación y violación.
La violación de mujeres con vínculos republicanos fue común hasta al menos la década de 1960, y las autoridades generalmente trataban a los perpetradores masculinos como inmunes al procesamiento. A todos se les enseñó a mirar hacia otro lado cuando ocurrían violaciones a las mujeres, y no se llevaban registros de las violaciones. Anita Sirgo y Tina Pérez fueron violadas mientras estaban en prisión como consecuencia de su participación en las huelgas mineras asturianas de 1962.
Las mujeres del PCE eran presionadas a tener relaciones sexuales a mediados de los años 1960 y 1970 para demostrar que eran libres. Existía un elemento de falta de elección si querían demostrar sus credenciales izquierdistas.
Aunque en algunos casos la violación era ilegal en España, el delito no se denunciaba lo suficiente en el período franquista porque las mujeres sentían ser víctima de una violación como una fuente de humillación y vergüenza. Esto se vio agravado por el hecho de que muchas víctimas tenían un bajo nivel educativo y carecían de la confianza personal para pasar por la experiencia humillante de denunciar el acto a la policía, que a menudo era sospechosa de sus afirmaciones o que se ponía del lado del violador por defecto.

#### Consultorio de Elena Francis
El Consultorio de Elena Francis fue un programa de radio que se emitió en España entre 1947 y 1984, donde las mujeres podían pedir consejo sobre los problemas que tenían. A menudo surgieron temas de violencia de género conyugal. El programa fue creado por Ángela Castells, miembro de la Sección Femenina, del Patronato de Protección de la Mujer y de la Liga Española contra la Inmoralidad Pública, la policía de la inmoralidad de España. Las cartas con temas delicados no salieron al aire, pero recibieron respuestas a veces terribles. Muchas mujeres escribían al programa porque no tenían a nadie más a quien recurrir. Ninguna de las cartas que se han conservado del programa utiliza la palabra violación, pero se mencionaba con eufemismos, como "Él hizo lo que quería de mí" y "Me quedo dormida y mi hermano hace lo que quiere...". A las mujeres que sufrían abusos por parte de sus maridos se les decía rutinariamente que no salieran de casa, que aguantaran su comportamiento y que eran culpables de fallarles a sus maridos, razón por la cual se comportaban violentamente con ellas. Las mujeres escribieron para describir ser víctimas de violencia de género. A una mujer, que se describió a sí misma como una esposa miserable cuyo marido la golpeaba delante de su hija de 10 años, se le dijo: "Sé valiente, no descuides tus asuntos personales ni por un momento. Y cuando llegue a casa, disponte a complacerlo cuando lo pida". Otra mujer contó cómo su vecino dejó embarazada a su hija de 15 años y el consejo de Elena fue dar a la niña en adopción. Otra mujer escribió para decir: "Cuando tenía 9 años, mi cuñado se aprovechó de mi curiosidad sexual para hacerme perder la pureza". Elena Francis le dijo a esta mujer que confesara, ya que ella tenía parte de culpa por haber pecado y la animó a seguir viviendo en la casa donde se produjo la violación. Una mujer escribió preguntando qué hacer cuando vio a su marido salir con su amante, y la respuesta de Francis fue: "Si los vuelves a ver juntos, no te enfades; finge y ofrece el sacrificio al Señor". El consejo a las mujeres que fueron víctimas de violación o de violencia de género fue que se quedaran, aguantaran y ofrecieran su sufrimiento a Dios.

#### Antonio González Pacheco (Billy el Niño)
Antonio González Pacheco, también conocido como Billy el Niño, fue un policía de la Brigada Política Social. Condecorado con una medalla al mérito policial, era conocido por su gusto por imponer el terror, especialmente a las mujeres, con las que entraba en contacto profesionalmente mientras las investigaba o arrestaba. Una de sus víctimas fue Lidia Falcón.
En 1974 se presentaron ante la policía denuncias por malos tratos a los prisioneros, pero no se tomaron medidas al respecto, ni siquiera después del inicio de la transición democrática. Las quejas, mientras todavía estaba empleado, eventualmente llegarían a 17. En 1974, el Juzgado Municipal Número 19 de Madrid condenó a González Pacheco a un solo día de prisión y le impuso una multa de 1.000 pesetas por abusos cometidos por Enrique Aguilar Benítez de Lugo. Otros procedimientos contra él fueron desestimados como resultado de la Ley de Amnistía de 1977.
En febrero de 1975, la joven comunista María Rumín tenía 17 años cuando se convirtió en otra de sus víctimas mientras defendía las escuelas públicas gratuitas y de calidad en la plaza del Parterre de Carabanchel. González Pacheco le rompió la cara al golpearla con los puños.

### Período de transición democrática (1975 - 1986)
Franco murió en noviembre de 1975. La primera manifestación de condena de la violencia contra las mujeres se celebró en Barcelona en 1976. En aquel momento, la violación no era tratada como un problema institucional grave dentro de España y las víctimas de violación tenían pocos derechos.
La cuestión de la edad de consentimiento se presentó ante el Congreso en abril de 1978. Se cambió de dieciocho a entre doce y dieciséis. Entre esas edades, el consentimiento sólo se permitía si la otra persona no tenía autoridad sobre la persona más joven. Las cuestiones relativas a la honestidad de las mujeres en relación con las acusaciones de violación también desaparecieron en 1978. Los socialistas también lograron que se derogaran los artículos 436 y 442 del código penal en abril de 1978. Las reformas legislativas de 1978 permitieron que los hombres también pudieran ser considerados víctimas de violación. Ese año, también se legalizó la anticoncepción. El divorcio fue legal en 1981.
Una reforma de 1983 decía que una víctima que ofreciera perdón al perpetrador no resultaría en el abandono del proceso penal en los casos de violación, abuso sexual y secuestro. Los robos de niños a prisioneras políticas continuaron hasta principios de los años 1980. A estas madres a menudo se les decía que sus hijos habían nacido muertos o que habían tenido una enfermedad grave al nacer y posteriormente murieron. En 1987, el Tribunal Supremo de España dictaminó que las víctimas de violación no necesitaban demostrar que lucharon activamente contra su violador para presentar una denuncia.

### España posfranquista (a partir de 1986)
En la era moderna, se entiende que el tipo de violencia que sufrieron las mujeres en la guerra civil española es común, habiendo ocurrido a lo largo de la historia en lugares como Troya y hasta la actualidad en lugares como Darfur. España ha sido criticada por "el completo olvido dentro de la ley de Memoria Histórica de los crímenes de lesa humanidad cometidos contra las mujeres republicanas". Antes de los años 90, no había forma de saber en España ese número de mujeres que eran asesinadas por sus novios o maridos. El abuso y asesinato de mujeres en España fue una forma de terrorismo sexista y se cobró más víctimas que el de ETA.
En 2010, la Junta de Andalucía indemnizó con 1.800 euros a las mujeres que fueron obligadas a tragar aceite de ricino, a afeitarse el pelo o a caminar desnudas por sus pueblos. Esta compensación fue resultado de los esfuerzos del Patronato de la Memoria Histórica de Andalucía. Se ofrecieron compensaciones similares a otras víctimas de la represión histórica durante la guerra civil española en Andalucía. De las 2.742 personas que recibieron compensación bajo este plan, sólo el 5% eran mujeres.
El 16 de marzo de 2016 se presentó en Argentina un caso sobre violencia sexual y de género franquista, alegando violaciones de derechos humanos. El caso fue presentado por Women's Link y debía ser escuchado por María Romilda Servini, la única jueza argentina que revisa las violaciones de derechos humanos de la época de Franco en el país. De las seis mujeres nombradas en la demanda, cinco fueron asesinadas. Eran Margalida Jaume Vendrel, Daria y Mercedes Buzadé Adroher, Pilar Sánchez Lladrés y Matilde Landa Vaz. La otra mujer fue Lidia Falcón, quien estuvo encarcelada en repetidas ocasiones entre 1960 y 1974.
Una nueva línea de investigación sobre abusos sexuales por parte del franquismo fue admitida en el Juzgado Nacional en lo Criminal y Correccional N°1 de Buenos Aires en octubre de 2018. En 2010 se abrió por primera vez en Argentina un caso más general sobre violaciones de derechos humanos por parte del régimen.
Antonio González Pacheco se benefició de la Ley de Amnistía en octubre de 1977. La Justicia argentina emitió una orden de arresto internacional contra él en 2013 como parte de su investigación más amplia sobre abusos de derechos humanos por parte del régimen franquista. La primera vez que se intentó presentar cargos en España contra Antonio González Pacheco ante la Audiencia Nacional de España fue en 2014. Finalmente, fue investigado en 2018 a raíz de siete denuncias presentadas en Madrid que alegaban crímenes contra la humanidad. Solo uno de los siete casos fue investigado por delitos relacionados con la tortura. El gobierno se opuso a que se aceptaran los casos porque sus acciones y las de otros hombres de la policía española no formaban parte de un patrón sistémico diseñado para reprimir a una parte específica de la población. González Pacheco nunca fue despojado de ninguno de sus honores por el Estado español, a pesar de las acusaciones que posteriormente se hicieron en su contra.